# Randy Schneider
Randy Schneider (* 27. August 2001 in Schaffhausen) ist ein schweizerisch-philippinischer Fussballspieler, der aktuell beim FC Winterthur in der Super League unter Vertrag steht.

## Karriere

### Verein
Schneider entstammt der Jugendabteilung des Grasshopper Club Zürich (GCZ). Am 7. Juli 2020 gab er sein Debüt in der Ersten Mannschaft. Bis Saisonende (Saison 2019/20) wurde er meist in der U21-Mannschaft eingesetzt. Im Fanionteam kam er nur zu vier Einsätzen. Dabei gelang ihm aber am 14. Juli 2020 bei einem 2:1-Sieg gegen den FC Chiasso sein erstes Tor als Profi.
Nach der Übernahme des GCZ durch das chinesische Unternehmen Fosun sanken die Aussichten von Nachwuchsspielern wie Schneider auf Einsatzzeit im Fanionteam des GCZ. Nach einigen Testtrainings beim FC Aarau wurde Schneider für die Saison 2020/21 vom GCZ an den Aargauer Zweitligisten (Challenge League) ausgeliehen.
FC Aarau-Trainer Stephan Keller war der feine Techniker bereits früher bei Besuchen auf dem GCZ-Campus in Niederhasli aufgefallen und er machte sich entsprechend für eine Verpflichtung des technisch hochtalentierten Nachwuchsspielers stark. In seiner ersten Saison bei den Aargauern kam Schneider regelmässig zum Einsatz, ohne sich aber einen unumstrittenen Stammplatz zu erobern. In der Liga standen 25 Einsätze und zwei Torvorlagen zu Buche. Zu Beginn der Saison 2021/22 wurde Schneider vom FC Aarau definitiv übernommen. Er schien aber weiter von einem Stammplatz entfernt denn je. In den ersten neun Ligaspielen kam er nur zweimal für rund fünf Minuten zum Einsatz, ansonsten verbrachte er die Spiele auf der Bank oder als Überzähliger auf der Tribüne.
Ein längeres Gespräch mit Trainer Keller Anfang Oktober 2021 war dann aber der Startschuss für eine fulminante Leistungssteigerung in den restlichen Spielen der Meisterschaft. Schneider entwickelte sich zum Schlüsselspieler, der vor allem in der Rückrunde fast in jedem Spiel mindestens ein Tor vorbereitete oder selber erzielte. Mit seinen konstant starken Leistungen hatte er grossen Anteil daran, dass der FC Aarau die Tabellenspitze übernahm. Schneiders Auftritte blieben nicht unbemerkt und wurden mit der Wahl zum "Best Player" (Monat Februar 2022) der beiden höchsten Schweizer Spielklassen belohnt.

### Nationalmannschaft
Schneider absolvierte bisher 16 Länderspiele in fünf Nachwuchs-Auswahlen des Schweizerischen Fussballverbands (SFV).

## Erfolge
FC Aarau
- "Best Player" des Monats Februar 2022 (Swiss Football League)[7]